# Freie-Partie-Europameisterschaft der Junioren 2012/13

Logo CEB (ausrichtender Verband)

Die Freie-Partie-Europameisterschaft der Junioren 2013 war das 32. Turnier in dieser Disziplin des Karambolagebillards und fand vom 14. bis zum 16. April 2013 in Brandenburg an der Havel statt. Die Meisterschaft zählte zur Saison 2012/13.

## Geschichte
Mit Guido Kauffeld gewann bereits der zehnte Niederländer die Junioren-EM in der Freien Partie. Der Höhepunkt der Meisterschaft war das Halbfinale zwischen dem neuen Titelträger und seinem Landsmann Gert-Jan Veldhuizen, welches  Kauffeld ernst in der Verlängerung mit 30:0 gewann. Die weiteren Podiumsplätze belegten Andy de Bondt und Adam Kozak.

## Modus
Gespielt wurde eine Vorrunde mit drei Gruppen à vier Spieler im Round-Robin-Modus. Die beiden Gruppenbesten und die zwei besten Gruppendritten qualifizierten sich für das Viertelfinale. Ab hier wurde in einer Knock-out-Runde der Sieger ermittelt. Die Distanz betrug in der Gruppenphase 250 Punkte oder 20 Aufnahmen und in der KO-Phase 300 Punkte oder 20 Aufnahmen. Ab der Saison 2001/02 wurde Platz drei nicht mehr ausgespielt.
Platzierung in den Tabellen bei Punktgleichheit:
1. MP = Matchpunkte
2. GD = Generaldurchschnitt
3. HS = Höchstserie

## Vorrunde

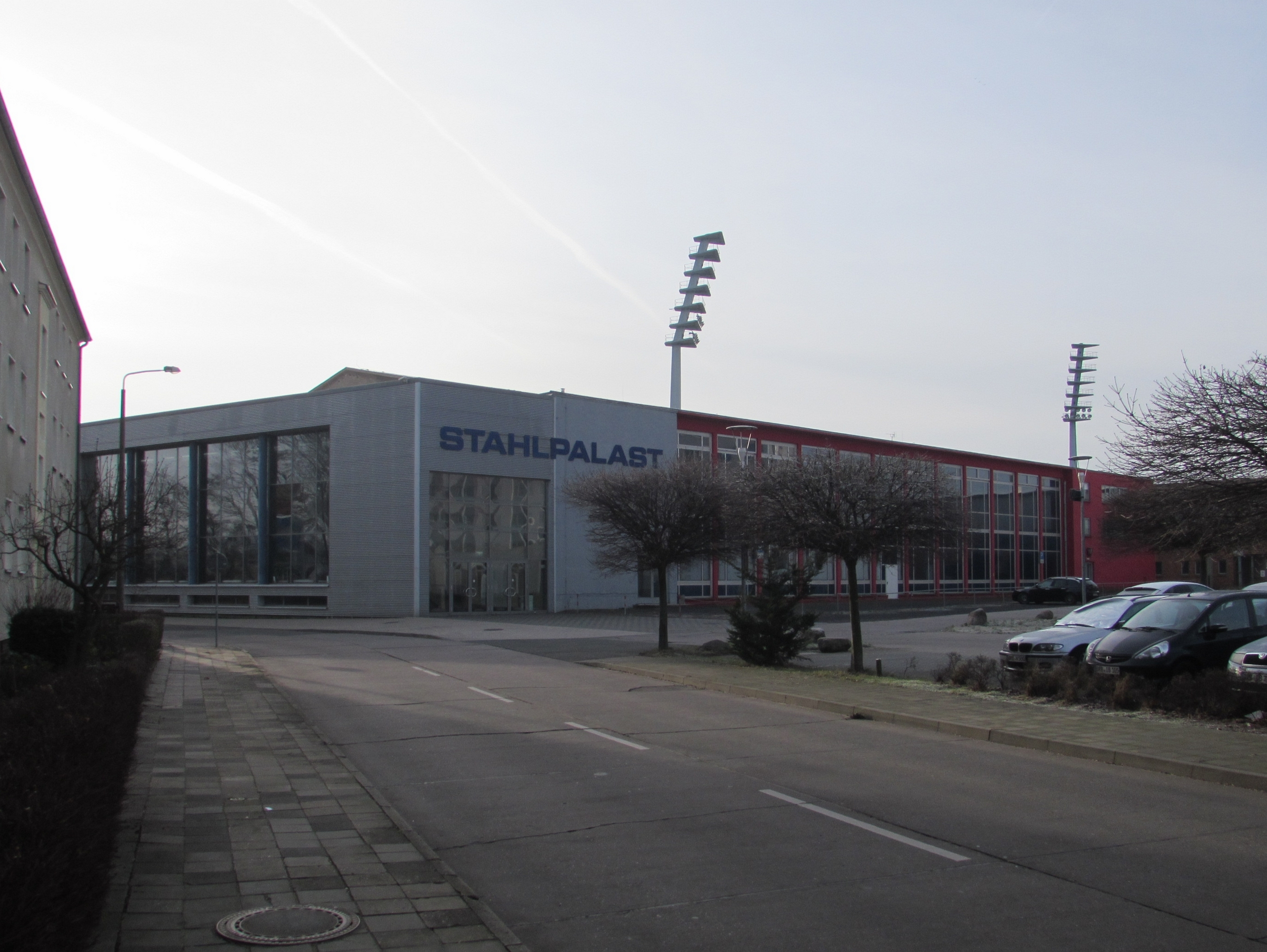
Außenansicht des Stahlpalastes

| Abschlusstabelle Gruppe A | Abschlusstabelle Gruppe A | Abschlusstabelle Gruppe A | Abschlusstabelle Gruppe A | Abschlusstabelle Gruppe A | Abschlusstabelle Gruppe A | Abschlusstabelle Gruppe A | Abschlusstabelle Gruppe A | Abschlusstabelle Gruppe A |
| Platz                     | Name                      | MP                        | Pkte                      | Aufn.                     | GD                        | BED                       | HS                        |                           |
| ------------------------- | ------------------------- | ------------------------- | ------------------------- | ------------------------- | ------------------------- | ------------------------- | ------------------------- | ------------------------- |
| 1                         | Jesse Maillard            | 6:0                       | 750                       | 20                        | 37,50                     | 83,33                     | 234                       |                           |
| 2                         | Gert-Jan Veldhuizen       | 4:2                       | 554                       | 11                        | 50,36                     | 62,50                     | 239                       |                           |
| 3                         | Anders Henriksen          | 2:4                       | 278                       | 15                        | 18,53                     | 50,00                     | 132                       |                           |
| 4                         | Thomas Caluwaerts         | 0:6                       | 119                       | 20                        | 5,95                      | -                         | 32                        |                           |

| Abschlusstabelle Gruppe B | Abschlusstabelle Gruppe B | Abschlusstabelle Gruppe B | Abschlusstabelle Gruppe B | Abschlusstabelle Gruppe B | Abschlusstabelle Gruppe B | Abschlusstabelle Gruppe B | Abschlusstabelle Gruppe B | Abschlusstabelle Gruppe B |
| Platz                     | Name                      | MP                        | Pkte                      | Aufn.                     | GD                        | BED                       | HS                        |                           |
| ------------------------- | ------------------------- | ------------------------- | ------------------------- | ------------------------- | ------------------------- | ------------------------- | ------------------------- | ------------------------- |
| 1                         | Andy de Bondt             | 6:0                       | 750                       | 6                         | 125,00                    | 250,00                    | 250                       |                           |
| 2                         | Adam Kozak                | 4:2                       | 500                       | 13                        | 38,46                     | 83,33                     | 249                       |                           |
| 3                         | Kévin Perrotin            | 2:4                       | 292                       | 13                        | 22,46                     | 35,71                     | 89                        |                           |
| 4                         | Gregor Karner             | 0:6                       | 116                       | 18                        | 6,44                      | -                         | 29                        |                           |

| Abschlusstabelle Gruppe C | Abschlusstabelle Gruppe C | Abschlusstabelle Gruppe C | Abschlusstabelle Gruppe C | Abschlusstabelle Gruppe C | Abschlusstabelle Gruppe C | Abschlusstabelle Gruppe C | Abschlusstabelle Gruppe C | Abschlusstabelle Gruppe C |
| Platz                     | Name                      | MP                        | Pkte                      | Aufn.                     | GD                        | BED                       | HS                        |                           |
| ------------------------- | ------------------------- | ------------------------- | ------------------------- | ------------------------- | ------------------------- | ------------------------- | ------------------------- | ------------------------- |
| 1                         | Adam Baca                 | 6:0                       | 750                       | 18                        | 41,66                     | 50,00                     | 243                       |                           |
| 2                         | Adrian Ryll               | 2:4                       | 416                       | 9                         | 46,22                     | 125,00                    | 235                       |                           |
| 3                         | Guido Kauffeld            | 2:4                       | 478                       | 17                        | 28,11                     | 35,71                     | 243                       |                           |
| 4                         | Antonio Montes            | 2:4                       | 269                       | 14                        | 19,21                     | 125,00                    | 244                       |                           |

## Endrunde
|  | Viertelfinale 300/20 | Viertelfinale 300/20 | Viertelfinale 300/20 | Viertelfinale 300/20 | Viertelfinale 300/20 | Viertelfinale 300/20 |                |                     | Halbfinale 300/20 | Halbfinale 300/20 | Halbfinale 300/20 | Halbfinale 300/20 | Halbfinale 300/20 | Halbfinale 300/20 |      |       | Finale 300/20 | Finale 300/20 | Finale 300/20 | Finale 300/20 | Finale 300/20 | Finale 300/20 |
|  |                      |                      |                      |                      |                      |                      |                |                     |                   |                   |                   |                   |                   |                   |      |       |               |               |               |               |               |               |
|  |                      | MP                   | Pkt.                 | Aufn.                | ED                   | HS                   |                |                     |                   |                   |                   |                   |                   |                   |      |       |               |               |               |               |               |               |
|  |                      | MP                   | Pkt.                 | Aufn.                | ED                   | HS                   |                |                     |                   |                   |                   |                   |                   |                   |      |       |               |               |               |               |               |               |
|  | Jesse Maillard       | 0                    | 211                  | 14                   | 15,07                | 62                   |                |                     |                   |                   |                   |                   |                   |                   |      |       |               |               |               |               |               |               |
|  | Jesse Maillard       | 0                    | 211                  | 14                   | 15,07                | 62                   |                | MP                  | Pkt.              | Aufn.             | ED                | HS                |                   |                   |      |       |               |               |               |               |               |               |
|  | Adam Kozak           | 2                    | 300                  | 14                   | 24,12                | 230                  |                | MP                  | Pkt.              | Aufn.             | ED                | HS                |                   |                   |      |       |               |               |               |               |               |               |
|  | Adam Kozak           | 2                    | 300                  | 14                   | 24,12                | 230                  | Adam Kozak     | 0                   | 19                | 6                 | 3,16              | 13                |                   |                   |      |       |               |               |               |               |               |               |
|  |                      | MP                   | Pkt.                 | Aufn.                | ED                   | HS                   | Adam Kozak     | 0                   | 19                | 6                 | 3,16              | 13                |                   |                   |      |       |               |               |               |               |               |               |
|  |                      | MP                   | Pkt.                 | Aufn.                | ED                   | HS                   |                | Andy de Bondt       | 2                 | 300               | 6                 | 50,00             | 272               |                   |      |       |               |               |               |               |               |               |
|  | Andy de Bondt        | 2                    | 300                  | 6                    | 50,00                | 186                  |                | Andy de Bondt       | 2                 | 300               | 6                 | 50,00             | 272               |                   |      |       |               |               |               |               |               |               |
|  | Andy de Bondt        | 2                    | 300                  | 6                    | 50,00                | 186                  |                |                     |                   |                   |                   |                   |                   | MP                | Pkt. | Aufn. | ED            | HS            |               |               |               |               |
|  | Adrian Ryll          | 0                    | 264                  | 6                    | 44,00                | 246                  |                |                     |                   |                   |                   |                   |                   | MP                | Pkt. | Aufn. | ED            | HS            |               |               |               |               |
|  | Adrian Ryll          | 0                    | 264                  | 6                    | 44,00                | 246                  | Andy de Bondt  | 0                   | 96                | 7                 | 13,71             | 36                |                   |                   |      |       |               |               |               |               |               |               |
|  |                      | MP                   | Pkt.                 | Aufn.                | ED                   | HS                   | Andy de Bondt  | 0                   | 96                | 7                 | 13,71             | 36                |                   |                   |      |       |               |               |               |               |               |               |
|  |                      | MP                   | Pkt.                 | Aufn.                | ED                   | HS                   |                | Guido Kauffeld      | 2                 | 300               | 7                 | 42,85             | 243               |                   |      |       |               |               |               |               |               |               |
|  | Adam Baca            | 0                    | 226                  | 1                    | 226,00               | 226                  |                | Guido Kauffeld      | 2                 | 300               | 7                 | 42,85             | 243               |                   |      |       |               |               |               |               |               |               |
|  | Adam Baca            | 0                    | 226                  | 1                    | 226,00               | 226                  |                | MP                  | Pkt.              | Aufn.             | ED                | HS                |                   |                   |      |       |               |               |               |               |               |               |
|  | Guido Kauffeld       | 2                    | 300                  | 1                    | 300,00               | 300                  |                | MP                  | Pkt.              | Aufn.             | ED                | HS                |                   |                   |      |       |               |               |               |               |               |               |
|  | Guido Kauffeld       | 2                    | 300                  | 1                    | 300,00               | 300                  | Guido Kauffeld | 2                   | 300(30)           | 1                 | 300,00            | 300               |                   |                   |      |       |               |               |               |               |               |               |
|  |                      | MP                   | Pkt.                 | Aufn.                | ED                   | HS                   | Guido Kauffeld | 2                   | 300(30)           | 1                 | 300,00            | 300               |                   |                   |      |       |               |               |               |               |               |               |
|  |                      | MP                   | Pkt.                 | Aufn.                | ED                   | HS                   |                | Gert-Jan Veldhuizen | 0                 | 300(0)            | 1                 | 300,00            | 300               |                   |      |       |               |               |               |               |               |               |
|  | Gert-Jan Veldhuizen  | 2                    | 300                  | 4                    | 75,00                | 148                  |                | Gert-Jan Veldhuizen | 0                 | 300(0)            | 1                 | 300,00            | 300               |                   |      |       |               |               |               |               |               |               |
|  | Gert-Jan Veldhuizen  | 2                    | 300                  | 4                    | 75,00                | 148                  |                |                     |                   |                   |                   |                   |                   |                   |      |       |               |               |               |               |               |               |
|  | Kévin Perrotin       | 0                    | 227                  | 4                    | 56,75                | 206                  |                |                     |                   |                   |                   |                   |                   |                   |      |       |               |               |               |               |               |               |
|  | Kévin Perrotin       | 0                    | 227                  | 4                    | 56,75                | 206                  |                |                     |                   |                   |                   |                   |                   |                   |      |       |               |               |               |               |               |               |

## Endergebnis
| MP    | Match Points (Sieger = 2; Unentschieden = 1; Verlierer = 0) |
| Pkte. | Erzielte Karambolagen                                       |
| Aufn. | Benötigte Versuche                                          |
| GD    | Generaldurchschnitt                                         |
| BED   | Bester Einzeldurchschnitt eines Spielers                    |
| HS    | Höchstserie                                                 |
|       | Bester GD des Turniers                                      |
|       | Bester ED des Turniers                                      |
|       | Beste HS des Turniers                                       |
|       | 1. Platz (Gold)                                             |
|       | 2. Platz (Silber)                                           |
|       | 3. Platz (Bronze)                                           |

| Finale          | 1                          | Guido Kauffeld      | 8:4  | 1378 | 26 | 53,00 | 300,00 | 300 |
| Finale          | 2                          | Andy de Bondt       | 10:2 | 1446 | 25 | 57,84 | 250,00 | 272 |
| Halb- finale    | 3                          | Gert-Jan Veldhuizen | 6:4  | 1154 | 16 | 72,12 | 300,00 | 300 |
| Halb- finale    | 3                          | Adam Kozak          | 6:4  | 819  | 33 | 24,81 | 83,33  | 243 |
| Viertel- finale | 5                          | Adam Baca           | 6:2  | 976  | 19 | 51,36 | 50,00  | 243 |
| Viertel- finale | 6                          | Jesse Maillard      | 6:2  | 961  | 34 | 28,26 | 83,33  | 234 |
| Viertel- finale | 7                          | Adrian Ryll         | 2:6  | 680  | 15 | 45,33 | 125,00 | 246 |
| Viertel- finale | 8                          | Kévin Perrotin      | 2:6  | 519  | 17 | 30,52 | 35,71  | 206 |
| Gruppen- phase  | 9                          | Anders Henriksen    | 2:4  | 278  | 15 | 18,53 | 50,00  | 132 |
| Gruppen- phase  | 10                         | Antonio Montes      | 2:4  | 269  | 14 | 19,21 | 125,00 | 244 |
| Gruppen- phase  | 11                         | Gregor Karner       | 0:6  | 116  | 18 | 6,44  | -      | 29  |
| Gruppen- phase  | 12                         | Thomas Caluwaerts   | 0:6  | 119  | 20 | 5,95  | -      | 32  |
| Gruppen- phase  | Turnierdurchschnitt: 34,58 |                     |      |      |    |       |        |     |